# E₆
리 군론에서 E6는 다섯 개의 예외적 단순 리 군 가운데 하나다. 78차원의 리 군이며, 그 리 대수는 {\displaystyle {\mathfrak {e}}_{6}}이다.

## 정의
E6는 팔원수를 사용한 다양한 방법으로 정의할 수 있다.

### 요르단 대수를 사용한 정의
3×3 팔원수 에르미트 행렬로 구성된 요르단 대수 {\displaystyle \operatorname {H} (3;\mathbb {O} )}가 존재하며, 이는 실수 요르단 대수의 분류에서 유일한 예외적 요르단 대수이다. 이는 실수 27차원 대수이다.
{\displaystyle \operatorname {H} _{3}(\mathbb {O} )} 위의 행렬식을 다음과 같이 정의하자.:§3.4
{\displaystyle \det M={\frac {1}{3}}\operatorname {tr} M^{3}-{\frac {1}{2}}\operatorname {tr} M^{2}\operatorname {tr} M+{\frac {1}{6}}(\operatorname {tr} M)^{3}}
성분으로 표기하면 이는 다음과 같다.
{\displaystyle \det {\begin{pmatrix}a&z&y\\{\bar {z}}&b&x\\{\bar {y}}&{\bar {x}}&c\end{pmatrix}}=abc-(a|x|^{2}+b|y|^{2}+c|z|^{2})+2\operatorname {Re} (xyz)}
{\displaystyle \operatorname {GL} (27;\mathbb {R} )}에서, 3×3 팔원수 에르미트 행렬의 행렬식을 보존하는 부분군은 E6의 비콤팩트 형식 E6(−26)과 동형이다.:§4.4

### 팔원수를 사용한 정의
두 나눗셈 대수 {\displaystyle K}, {\displaystyle K'}이 주어졌을 때, 이를 사용하여 프로이덴탈 마방진이라는 리 대수의 작도가 존재한다.:§4.3 E6의 리 대수는 {\displaystyle (K,K')=(\mathbb {O} ,\mathbb {C} )}를 사용하여 정의할 수 있다. 구체적으로, 마방진을 사용하여 다음과 같은 벡터 공간에 자연스러운 리 대수를 줄 수 있으며, 이는 E6의 리 대수와 같다.:§4.4
{\displaystyle {\mathfrak {e}}_{6}\cong {\mathfrak {der}}(\mathbb {O} )\oplus {\mathfrak {su}}(3;\mathbb {C} \otimes _{\mathbb {R} }\mathbb {O} )\cong {\mathfrak {der}}({\mathfrak {h}}(3;\mathbb {O} ))\oplus {\mathfrak {sh}}(3;\mathbb {O} )}
여기서
- {\displaystyle {\mathfrak {der}}(\mathbb {O} )\cong {\mathfrak {g}}_{2}}는 팔원수 대수 위의 미분들의 리 대수이며, 14차원이다. 이는 G2의 리 대수와 같다.
- {\displaystyle {\mathfrak {su}}(3;\mathbb {C} \otimes _{\mathbb {R} }\mathbb {O} )}는 {\displaystyle \mathbb {C} \otimes _{\mathbb {R} }\mathbb {O} } 계수의 3×3 반에르미트 행렬 가운데, 대각합이 모두 0인 것들이다. 이는 리 대수를 이루지 않으며, 3×16+8×2=64차원이다.
- {\displaystyle {\mathfrak {der}}({\mathfrak {h}}(3;\mathbb {O} ))\cong {\mathfrak {f}}_{4}}는 예외적 요르단 대수 위의 미분들의 리 대수이며, 52차원이다. 이는 F4의 리 대수와 같다.
- {\displaystyle {\mathfrak {sh}}(3;\mathbb {O} )}는 예외적 요르단 대수 (3×3 팔원수 에르미트 행렬) 가운데, 대각합이 0인 것들이다. 이는 3×8+2=26차원이다.

따라서, E6의 차원은 14+64=52+26=78인 것을 알 수 있다.
이 밖에도, E6의 실수 형식 E6(−26)은 "팔원수에 대한 3차원 특수직교군"으로 여길 수 있다. (물론 팔원수는 환을 이루지 않으므로, 팔원수에 대한 특수직교군은 실제로 존재하지 않는다.)
{\displaystyle E_{6(-26)}\cong {\text{``}}\operatorname {SL} (3;\mathbb {O} ){\text{''}}}

### Spin(10)을 통한 정의
E6은 SO(10)×SO(2)를 부분군으로 가지므로, 이를 통해 E6를 구성할 수 있다. 구체적으로, Spin(10)은 16차원 바일 스피너를 가지는데, 이에 따라 E6의 리 대수를
{\displaystyle {\mathfrak {e}}_{6}={\mathfrak {so}}(10)\oplus {\mathfrak {so}}(2)\oplus \mathbf {16} ^{-3}\oplus {\overline {\mathbf {16} }}^{+3}}
의 꼴로 구성하여, 두 스피너 사이의 적절한 리 괄호를 정의하면 된다.
이 구성에서 실수 형식을 취하려면, SO(2)를 {\displaystyle \operatorname {U} (1)} 또는 {\displaystyle \operatorname {SO} (1,1)} 가운데 하나로 선택하여야 한다. 즉, 전자의 경우 정의 표현은 1차원 복소수 표현으로 간주되며, 후자의 경우 정의 표현은 2차원 실수 표현이다.
- 전자의 경우, 두 바일 스피너가 서로 상호 켤레이어야 한다. 즉, 계량 부호수 {\displaystyle (p,q)}에서, {\displaystyle |(p-q){\bmod {8}}|=2}이어야 한다. 이 경우는 (10,0), (8,2), (6,4) 세 가지가 있다. 이들은 각각 단순 리 대수 D5(−45), D5(−13), D5(3)에 대응하며, 각각 E6(−78) (콤팩트), E6(−14), E6(2)를 구성한다.
- 후자의 경우, 마요라나-바일 스피너가 존재해야 한다. 즉, 계량 부호수 {\displaystyle (p,q)}에서, {\displaystyle p\equiv q{\pmod {8}}}이어야 한다. 이 경우는 (5,5), (9,1) 두 가지가 있다. 이들은 각각 단순 리 대수 D5(5) 및 D5(−27)에 대응하며, 각각 E6(6) (분할) 및 E6(−26)을 구성한다.

### 실수 형식
E6는 다섯 개의 실수 형식을 갖는다. 이들은 다음과 같다 (중심이 없는 형태).
| 기호    | 다른 기호 | 설명             | 기본군 | 외부자기동형군 | 극대 콤팩트 부분군 | 사타케 도표 | 보건 도표 |
| ------- | --------- | ---------------- | ------ | -------------- | ------------------ | --- | --- |
| E6(−78) |           | 콤팩트 형식      | Cyc(3) | Cyc(2)         | E6(−78)            | {\displaystyle \bullet -\bullet -{\overset {\displaystyle \bullet \atop \displaystyle \|}{\bullet }}-\bullet -\bullet }                     | {\displaystyle \circ -\circ -{\overset {\displaystyle \circ \atop \displaystyle \|}{\circ }}-\circ -\circ }                                   |
| E6(6)   | EⅠ        | 분할(split) 형식 | Cyc(2) | Cyc(2)         | USp(8)/{±1}        | {\displaystyle \circ -\circ -{\overset {\displaystyle \circ \atop \displaystyle \|}{\circ }}-\circ -\circ }                                 | {\displaystyle \underbrace {\circ -\underbrace {\circ -{\overset {\displaystyle \bullet \atop \displaystyle \|}{\circ }}-\circ } -\,\circ } } |
| E6(2)   | EⅡ        | 준분할 형식      | Cyc(6) | Cyc(2)         | SU(2)×PSU(6)       | {\displaystyle \underbrace {\circ -\underbrace {\circ -{\overset {\displaystyle \circ \atop \displaystyle \|}{\circ }}-\circ } -\,\circ } } | {\displaystyle \circ -\circ -{\overset {\displaystyle \bullet \atop \displaystyle \|}{\circ }}-\circ -\circ }                                 |
| E6(−14) | EⅢ        |                  | Cyc(∞) | 1              | SO(2)×Spin(10)     | {\displaystyle \underbrace {\circ -\bullet -{\overset {\displaystyle \circ \atop \displaystyle \|}{\bullet }}-\bullet -\circ } }            | {\displaystyle \bullet -\circ -{\overset {\displaystyle \circ \atop \displaystyle \|}{\circ }}-\circ -\circ }                                 |
| E6(−26) | EⅣ        |                  | 1      | Cyc(2)         | F4                 | {\displaystyle \circ -\bullet -{\overset {\displaystyle \bullet \atop \displaystyle \|}{\bullet }}-\bullet -\circ }                         | {\displaystyle \underbrace {\circ -\underbrace {\circ -{\overset {\displaystyle \circ \atop \displaystyle \|}{\circ }}-\circ } -\,\circ } }   |

사타케 도표와 보건 도표에서, 중괄호 ({\displaystyle \underbrace {\color {White}m} })는 화살표({\displaystyle \leftrightarrow })를 나타낸다.

## 성질

### 대수적 성질
E6의 주요 극대 부분군들은 다음이 있다.
- {\displaystyle \left(\operatorname {Spin} (10)\times \operatorname {U} (1)\right)/(\mathbb {Z} /4)}.[2]:§3.10 이는 E6의 {\displaystyle \mathbb {Z} /2} 자기 동형에 대하여 고정된 원소들로 구성된다. 이는 E6 딘킨 도표에서, 흰 색의 꼭짓점 {\displaystyle \circ }을 제거하여 얻는다. 이 부분군은 대통일 이론에서 중요한 역할을 한다.
{\displaystyle \bullet -\bullet -{\overset {\displaystyle \bullet  \atop \displaystyle |}{\bullet }}-\bullet -\circ \qquad \to \qquad \bullet -\bullet -{\overset {\displaystyle \bullet  \atop \displaystyle |}{\bullet }}-\bullet }
- {\displaystyle \left(\operatorname {SU} (6)\times \operatorname {USp} (2)\right)/(\mathbb {Z} /4)}.[2]:§3.11 이는 E6의 또다른 {\displaystyle \mathbb {Z} /2} 자기 동형에 대하여 고정된 원소들로 구성된다.이는 E6 딘킨 도표에서, {\displaystyle \scriptstyle \otimes }로 표기한 꼭짓점을 추가하여 아핀 딘킨 도표로 만든 뒤, 흰 색의 꼭짓점 {\displaystyle \circ }을 제거하여 얻는다.
{\displaystyle \circ -\bullet \langle {\bullet -\bullet  \atop \bullet -\bullet }\qquad \to \qquad {\scriptstyle \otimes }-\circ -\bullet \langle {\bullet -\bullet  \atop \bullet -\bullet }\qquad \to \qquad {\scriptstyle \otimes }\qquad \bullet \langle {\bullet -\bullet  \atop \bullet -\bullet }}
- {\displaystyle \left(\operatorname {SU} (3)\times \operatorname {SU} (3)\times \operatorname {SU} (3)\right)/(\mathbb {Z} /3)}.[2]:§3.13 이는 E6의 {\displaystyle \mathbb {Z} /3} 자기 동형에 대하여 고정된 원소들로 구성된다. 이는 E6 딘킨 도표에서, {\displaystyle \scriptstyle \otimes }로 표기한 꼭짓점을 추가하여 아핀 딘킨 도표로 만든 뒤, 흰 색의 꼭짓점 {\displaystyle \circ }을 제거하여 얻는다.
{\displaystyle \bullet -\circ \langle {\bullet -\bullet  \atop \bullet -\bullet }\qquad \to \qquad {\scriptstyle \otimes }-\bullet -\circ \langle {\bullet -\bullet  \atop \bullet -\bullet }\qquad \to \qquad {\scriptstyle \otimes }-\bullet \qquad {\bullet -\bullet  \atop \bullet -\bullet }}
- F4.[2]:§3.7 이는 E6의 또다른 {\displaystyle \mathbb {Z} /2} 자기 동형에 대하여 고정된 원소들로 구성된다. 이는 E6의 딘킨 도표를 {\displaystyle \mathbb {Z} /2} 대칭을 따라 접어서 얻는다.
{\displaystyle \bullet -\bullet \langle {\bullet -\bullet  \atop \bullet -\bullet }\qquad \to \qquad \bullet -\bullet \Rightarrow \bullet -\bullet }
- {\displaystyle \operatorname {USp} (8)/(\mathbb {Z} /2)}.[2]:§3.12 이는 E6의 또다른 {\displaystyle \mathbb {Z} /2} 자기 동형에 대하여 고정된 원소들로 구성된다. 이 부분군의 경우 계수가 {\displaystyle \operatorname {rank} \operatorname {USp} (8)=4<\operatorname {rank} E_{6}=6}이므로, 이는 딘킨 도표로 나타낼 수 없는 특수 극대 부분군이다.

E6는 E7 및 E8의 부분군이다. 이는 구체적으로 다음과 같다.
- E7은 {\displaystyle (E_{6}\times \operatorname {U} (1))/(\mathbb {Z} /3)} 부분군을 가진다.[2]:4.10 이는 E7 딘킨 도표에서, 흰 색의 꼭짓점 {\displaystyle \circ }을 제거하여 얻는다.
{\displaystyle \bullet -\bullet -{\overset {\displaystyle \bullet  \atop \displaystyle |}{\bullet }}-\bullet -\bullet -\circ \qquad \to \qquad \bullet -\bullet -{\overset {\displaystyle \bullet  \atop \displaystyle |}{\bullet }}-\bullet -\bullet -\bullet }
- E8은 {\displaystyle (E_{6}\times \operatorname {SU} (3))/(\mathbb {Z} /3)} 부분군을 가진다.[2]:§5.10 이는 E8 딘킨 도표에서, {\displaystyle \scriptstyle \otimes }로 표기한 꼭짓점을 추가하여 아핀 딘킨 도표로 만든 뒤, 흰 색의 꼭짓점 {\displaystyle \circ }을 제거하여 얻는다.
{\displaystyle \bullet -\bullet -{\overset {\displaystyle \bullet  \atop \displaystyle |}{\bullet }}-\bullet -\bullet -\circ -\bullet \qquad \to \qquad \bullet -\bullet -{\overset {\displaystyle \bullet  \atop \displaystyle |}{\bullet }}-\bullet -\bullet -\circ -\bullet -{\scriptstyle \otimes }\qquad \to \qquad \bullet -\bullet -{\overset {\displaystyle \bullet  \atop \displaystyle |}{\bullet }}-\bullet -\bullet \qquad \bullet -{\scriptstyle \otimes }}

### 위상수학적 성질
E6의 콤팩트 형식은 78차원 콤팩트 연결 매끄러운 다양체이다. 그 호모토피 군은 다음과 같다.
{\displaystyle \pi _{1}(E_{6})\cong \mathbb {Z} /3}
{\displaystyle \pi _{3}(E_{6})\cong \pi _{9}(E_{6})\cong \mathbb {Z} }
{\displaystyle \pi _{n}(E_{6})\cong 0,\qquad n<9,n\neq 1,3}
{\displaystyle {\mathfrak {e}}_{6}}의 불변 다항식의 차수는 2, 5, 6, 8, 9, 12이다. 즉, E6의 콤팩트 형식의 유리수 계수 코호몰로지 환은 3차 · 9차 · 11차 · 15차 · 17차 · 23차 생성원으로 생성되는 외대수이다.

### 근계

E_{6}의 6차원 근계를 2차원으로 사영한 것. E_{6}의 꼭짓점들은 고른 폴리토프 1_{22}를 이룬다.

E6의 근계는 72개의 근으로 구성된다. E6의 근계는 6차원이지만, 다음과 같이 9차원 벡터로 표현하는 것이 더 대칭적이다. 이 경우, 72=18+27+27개의 근들은 다음과 같다.
- 다음과 같은 18개의 근:
  - {\displaystyle \mathbf {8} }이 {\displaystyle (\pm 1,\mp 1,0),\;(\pm 1,0,\mp 1),\;(0,\pm 1,\mp 1)} 6개 가운데 하나라고 하고, {\displaystyle \mathbf {1} =(0,0,0)}이라 하였을 때, {\displaystyle (\mathbf {8} ,\mathbf {1} ,\mathbf {1} )}, {\displaystyle (\mathbf {1} ,\mathbf {8} ,\mathbf {1} )}, {\displaystyle (\mathbf {1} ,\mathbf {1} ,\mathbf {8} )}
- 다음과 같은 27개의 근:
  - {\displaystyle \mathbf {3} }이 {\displaystyle (2/3,-1/3,-1/3),\;(-1/3,2/3,-1/3),\;(-1/3,-1/3,2/3)} 가운데 하나라고 하였을 때, {\displaystyle (\mathbf {3} ,\mathbf {3} ,\mathbf {3} )}
- 다음과 같은 27개의 근:
  - {\displaystyle {\bar {\mathbf {3} }}}이 {\displaystyle (-2/3,1/3,1/3),\;(1/3,-2/3,1/3),\;(1/3,1/3,-2/3)} 가운데 하나라고 하였을 때, {\displaystyle ({\bar {\mathbf {3} }},{\bar {\mathbf {3} }},{\bar {\mathbf {3} }})}

이는 E6의 딸림표현을 SU(3)3 부분군으로 나타낸 것이다. SU(3)의 근계는 2차원이지만, 3차원에서 더 대칭적으로 표현할 수 있다. 이 경우, E6의 딸림표현은
{\displaystyle \mathbf {78} _{E_{6}}\to (\mathbf {8} ,\mathbf {1} ,\mathbf {1} )_{\operatorname {SU} (3)^{3}}\oplus (\mathbf {1} ,\mathbf {8} ,\mathbf {1} )_{\operatorname {SU} (3)^{3}}\oplus (\mathbf {1} ,\mathbf {1} ,\mathbf {8} )_{\operatorname {SU} (3)^{3}}\oplus (\mathbf {3} ,\mathbf {3} ,\mathbf {3} )_{\operatorname {SU} (3)^{3}}\oplus ({\bar {\mathbf {3} }},{\bar {\mathbf {3} }},{\bar {\mathbf {3} }})_{\operatorname {SU} (3)^{3}}}
으로 분해되는데, 위의 근계는 이를 따른 것이다.
6차원에서는 122라는 고른 폴리토프가 존재하는데, 이는 72개의 꼭짓점, 720개의 변, 2160개의 면, 2160개의 3차원 초면, 702개의 4차원 초면, 54개의 5차원 초면을 가진다. E6의 근계의 72개의 근들은 122의 꼭짓점들을 이룬다.
E6의 바일 군은 크기가 51840인 유한군이다. 크기가 25920인 유일한 유한 단순군이 존재하는데, E6의 바일 군은 그 자기 동형군이다. 크기가 25920인 유일한 유한 단순군은 다음과 같이 나타내어진다.:26
{\displaystyle \operatorname {PSU} (4;\mathbb {F} _{2})\cong \operatorname {PS\Omega } ^{-}(6;\mathbb {F} _{2})\cong \operatorname {PSp} (4;\mathbb {F} _{3})\cong \operatorname {PS\Omega } (5;\mathbb {F} _{3})}

E_{6}의 딘킨 도표

E6의 딘킨 도표는 여섯 개의 꼭짓점을 가지며, 모든 변이 1겹이다(영어: simply laced).
{\displaystyle \bullet -\bullet -{\overset {\displaystyle \bullet  \atop \displaystyle |}{\bullet }}-\bullet -\bullet }
E6의 딘킨 도표는 {\displaystyle \mathbb {Z} /2} 대칭을 가진다. 이에 따라 E6의 딘킨 도표를 접으면 F4의 딘킨 도표를 얻으며, 이는 E6의 F4 부분군에 대응한다.
{\displaystyle {\begin{matrix}\bullet -\bullet \langle \displaystyle {\bullet -\bullet  \atop \bullet -\bullet }\\\Downarrow \\\bullet -\bullet \Rightarrow \bullet -\bullet \end{matrix}}}
E6의 아핀 딘킨 도표는 일곱 개의 꼭짓점을 가지며, 모든 변이 1겹이다. 이 경우, 3개 "팔" 가운데 가장 짧은 팔에 꼭짓점 {\displaystyle \scriptstyle \otimes }이 추가된다. 이에 따라 E6 아핀 딘킨 도표는 {\displaystyle \mathbb {Z} /3} 대칭을 갖는다.
{\displaystyle \bullet -\bullet -{\overset {{\overset {\scriptstyle \otimes  \atop \displaystyle |}{\displaystyle \bullet }} \atop \displaystyle |}{\bullet }}-\bullet -\bullet }

### 표현론
E6의 기약 표현의 차원들은 다음과 같다 (OEIS의 수열 A121737).:108, Table 47
1, 27 (×2), 78, 351 (×4), 650, 1728 (×2), 2430, 2925, 3003 (×2), 5824 (×2), 7371 (×2), 7722 (×2), 17550 (×2), 19305 (×4), 34398 (×2), 34749, 43758, 46332 (×2), 51975 (×2), 54054 (×2), 61425 (×2), 70070, 78975 (×2), 85293, 100386 (×2), 105600, 112320 (×2), 146432 (×2), 252252 (×2), 314496 (×2), 359424 (×4), 371800 (×2), 386100 (×2), 393822 (×2), 412776 (×2), 442442 (×2), …
여기서 (×n)은 같은 차원의 서로 다른 기약 표현들이 n개 있다는 뜻이다. 기약 표현들의 차원이 자주 중복되는 이유는 E6의 딘킨 도표가 대칭적이기 때문이다. E6는 사원수 표현을 가지지 않는다. 즉, 모든 표현은 실수 표현이거나 복소수 표현이다.
E6의 기본 표현은 27, 27, 78, 351, 351, 2925 여섯 개이다. 27 기본 표현은 27차원 예외적 요르단 대수 위의 작용으로부터 유래하며, 복소수 표현이다. 78은 딸림표현이며, 따라서 실수 표현이다. 기본 표현들은 딘킨 도표의 꼭짓점에 다음과 같이 대응한다.
{\displaystyle {\underset {\mathbf {78} }{\bullet }}-{\underset {\mathbf {2925} }{\bullet }}\langle {{\overset {\overline {\mathbf {351} }}{\bullet }}-{\overset {\overline {\mathbf {27} }}{\bullet }} \atop {\underset {\mathbf {351} }{\bullet }}-{\underset {\mathbf {27} }{\bullet }}}}
E8은 E6를 부분군으로 가진다. 정확히 말하면, {\displaystyle (E_{6}\times \operatorname {SU} (3))/(\mathbb {Z} /3\mathbb {Z} )}는 E8의 최대 부분군이다. 이 경우, E8의 딸림표현 248은 다음과 같이 분해된다.
{\displaystyle \mathbf {248} _{E_{8}}\to (\mathbf {1} ,\mathbf {8} )_{E_{6}\times \operatorname {SU} (3)}\oplus (\mathbf {78} ,\mathbf {1} )_{E_{6}\times \operatorname {SU} (3)}\oplus (\mathbf {27} ,\mathbf {3} )_{E_{6}\times \operatorname {SU} (3)}\oplus ({\overline {\mathbf {27} }},{\bar {\mathbf {3} }})_{E_{6}\times \operatorname {SU} (3)}}
E6의 부분군에 대하여, E6의 표현들은 다음과 같이 분해된다.:Table 49
{\displaystyle \mathbf {27} _{E_{6}}\to \mathbf {16} _{\operatorname {SO} (10)\times \operatorname {U} (1)}^{1}\oplus \mathbf {10} _{\operatorname {SO} (10)\times \operatorname {U} (1)}^{-2}\oplus \mathbf {1} _{\operatorname {SO} (10)\times \operatorname {U} (1)}^{4}}
{\displaystyle \mathbf {78} _{E_{6}}\to \mathbf {45} _{\operatorname {SO} (10)\times \operatorname {U} (1)}^{0}\oplus \mathbf {16} _{\operatorname {SO} (10)\times \operatorname {U} (1)}^{-3}\oplus {\overline {\mathbf {16} }}_{\operatorname {SO} (10)\times \operatorname {U} (1)}^{3}\oplus \mathbf {1} _{\operatorname {SO} (10)\times \operatorname {U} (1)}^{0}}
{\displaystyle \mathbf {27} _{E_{6}}\to \mathbf {26} _{F_{4}}\oplus \mathbf {1} _{F_{4}}}
{\displaystyle \mathbf {78} _{E_{6}}\to \mathbf {52} _{F_{4}}\oplus \mathbf {26} _{F_{4}}}
{\displaystyle \mathbf {27} _{E_{6}}\to ({\bar {\mathbf {3} }},\mathbf {3} ,\mathbf {1} )_{\operatorname {SU} (3)^{3}}\oplus (\mathbf {3} ,\mathbf {1} ,{\bar {\mathbf {3} }})_{\operatorname {SU} (3)^{3}}\oplus (\mathbf {1} ,{\bar {\mathbf {3} }},\mathbf {3} )_{\operatorname {SU} (3)^{3}}}
{\displaystyle \mathbf {78} _{E_{6}}\to (\mathbf {8} ,\mathbf {1} ,\mathbf {1} )_{\operatorname {SU} (3)^{3}}\oplus (\mathbf {1} ,\mathbf {8} ,\mathbf {1} )_{\operatorname {SU} (3)^{3}}\oplus (\mathbf {1} ,\mathbf {1} ,\mathbf {8} )_{\operatorname {SU} (3)^{3}}\oplus (\mathbf {3} ,\mathbf {3} ,\mathbf {3} )_{\operatorname {SU} (3)^{3}}\oplus ({\bar {\mathbf {3} }},{\bar {\mathbf {3} }},{\bar {\mathbf {3} }})_{\operatorname {SU} (3)^{3}}}
특히, SO(10)으로 가는 분해는 대통일 이론에서 중요하다.

### 대수기하학적 성질
슈발레 기저를 사용하여 정수 계수의 리 대수 {\displaystyle {\mathfrak {e}}_{6}(\mathbb {Z} )} 및 군 {\displaystyle E_{6}(\mathbb {Z} )}을 정의할 수 있다. 보다 일반적으로, 이는 임의의 가환환 {\displaystyle R}에 대하여 대수군으로 정의할 수 있다.
특히, 유한체 {\displaystyle \mathbb {F} _{q}}에 대한 계수의 슈발레 군 {\displaystyle E_{6}(\mathbb {F} _{q})}을 정의할 수 있다. 이 경우, 다음과 같은 두 가지 구성이 가능하다.
- {\displaystyle E_{6}}의 범피복군 {\displaystyle {\tilde {E}}_{6}}의 유한체 계수 형식 {\displaystyle {\tilde {E}}_{6}(\mathbb {F} _{q})}
- {\displaystyle E_{6}}의 무중심 형식의 유한체 계수 형식 {\displaystyle E_{6}(\mathbb {F} _{q})}

이들의  크기는 다음과 같다.
{\displaystyle |{\tilde {E}}_{6}(\mathbb {F} _{q})|=q^{36}(q^{12}-1)(q^{9}-1)(q^{8}-1)(q^{6}-1)(q^{5}-1)(q^{2}-1)}
{\displaystyle |E_{6}(\mathbb {F} _{q})|={\frac {1}{\gcd\{3,q-1\}}}|{\tilde {E}}_{6}(\mathbb {F} _{q})|}
{\displaystyle E_{6}(\mathbb {F} _{q})}는 모든 유한체 {\displaystyle \mathbb {F} _{q}}에 대하여 유한 단순군이다. 이 가운데 가장 작은 군들의 크기는 다음과 같다 (OEIS의 수열 A008872).
{\displaystyle |E_{6}(\mathbb {F} _{2})|\approx 2.15\times 10^{23}}
{\displaystyle |E_{6}(\mathbb {F} _{3})|\approx 1.45\times 10^{37}}
{\displaystyle |E_{6}(\mathbb {F} _{4})|\approx 2.85\times 10^{46}}
{\displaystyle |E_{6}(\mathbb {F} _{5})|\approx 3.18\times 10^{54}}
{\displaystyle E_{6}(\mathbb {F} _{5})}부터는 이는 괴물군보다 더 크다.
E6의 딘킨 도표는 {\displaystyle \mathbb {Z} /2} 대칭을 가진다. 유한체 {\displaystyle \mathbb {F} _{q^{2}}/\mathbb {F} _{q}}는 {\displaystyle \mathbb {Z} /2} 프로베니우스 자기 동형 {\displaystyle x\mapsto x^{q}}을 가지며, 이에 따라 슈발레 군을 뒤틀어 스타인버그 군 {\displaystyle {}^{2}E_{6}(q)} 및 그 범피복군 {\displaystyle {}^{2}{\tilde {E}}_{6}(q)}를 정의할 수 있다. 이들의 크기는 다음과 같다.
{\displaystyle |{}^{2}{\tilde {E}}_{6}(\mathbb {F} _{q})|=q^{36}(q^{12}-1)(q^{9}+1)(q^{8}-1)(q^{6}-1)(q^{5}+1)(q^{2}-1)}
{\displaystyle |{}^{2}E_{6}(\mathbb {F} _{q})|={\frac {1}{\gcd\{3,q+1\}}}|{}^{2}{\tilde {E}}_{6}(\mathbb {F} _{q})|}
{\displaystyle {}^{2}E_{6}(\mathbb {F} _{q})} 역시 모든 유한체 {\displaystyle \mathbb {F} _{q}}에 대하여 유한 단순군이다. 이 가운데 가장 작은 군들의 크기는 다음과 같다 (OEIS의 수열 A008916).
{\displaystyle |{}^{2}E_{6}(\mathbb {F} _{2})|\approx 7.65\times 10^{22}}
{\displaystyle |{}^{2}E_{6}(\mathbb {F} _{3})|\approx 1.46\times 10^{37}}
{\displaystyle |{}^{2}E_{6}(\mathbb {F} _{4})|\approx 8.57\times 10^{46}}
{\displaystyle |{}^{2}E_{6}(\mathbb {F} _{5})|\approx 1.06\times 10^{54}}
{\displaystyle {}^{2}E_{6}(\mathbb {F} _{5})}부터는 이는 괴물군보다 더 크다.

## 응용
입자물리학에서, E8 잡종 끈 이론을 기반으로 하는 현상론적 모형에서는 4차원 유효 이론에서 자연스럽게  E8×E8 게이지 이론이 발생한다. 이를 SO(10) 대통일 이론과 연결시키려면, 통상적으로 다음과 같은 자발 대칭 깨짐이 존재한다고 추측된다.
{\displaystyle E_{8}\times E_{8}\to E_{8}\to E_{7}\to E_{6}\to SO(10)}
이는 E6가 자연스럽게 SO(10)을 부분군으로 갖는 것에 의하여 가능하다.

## 역사
리 대수 {\displaystyle {\mathfrak {e}}_{6}}는 빌헬름 킬링이 복소수 단순 리 대수를 분류하면서 발견하였다. 이후 엘리 카르탕이 1894년에 복소수 단순 리 군을 분류하면서 그 존재와 유일함을 엄밀히 증명하였다.
E6에 대한 슈발레 군은 레너드 유진 딕슨이 1901년에 발견하였다. 스타인버그 군 2E6은 로베르트 스테인베르그가 1959년에 발견하였다.

## 같이 보기
- E7
- E8
- 팔원수
- 잡종 끈 이론
- 대통일 이론